# فاروق أحمد تشودري
فاروق أحمد تشودري (بالإنجليزية: Faruq Ahmed Choudhury)‏ (4 يناير 1934 في كاريمجانج، بنغلاديش - 17 مايو 2017 في دكا، بنغلاديش) كان دبلوماسي بنجلاديشي. شغل منصب أول رئيس للبروتوكول في بنغلاديش ابتداء من عام 1972 ووزير الخارجية من 1984 إلى 1986 والمفوض السامي إلى الهند من 1986 إلى 1992.

## المسيرة المهنية

### النشأة والمسيرة المهنية
ولد تشودري في كاريمجانج، آسام، الهند البريطانية في 4 يناير 1934. في عام 1956 دخل تشودري في الخدمة الخارجية لباكستان كدبلوماسي (كانت بنغلاديش المعروفة آنذاك باسم باكستان الشرقية جزءا من البلاد في ذلك الوقت). شغل العديد من التعيينات داخل وزارة الخارجية والعديد من السفارات الباكستانية.

### المسيرة الدبلوماسية
في عام 1972 تم تعيين تشودري كأول رئيس للبروتوكول في بنغلاديش داخل وزارة الخارجية بعد استقلال البلاد عن باكستان.
من عام 1972 حتى عام 1976 شغل تشودري منصب نائب المفوض السامي لبنغلاديش إلى المملكة المتحدة حيث شارك في المفاوضات حول دخول بنغلاديش إلى دول الكومنولث في عام 1972. تم تعيين تشودري بعد ذلك سفيرا لبنغلاديش لدى البحرين والإمارات العربية المتحدة من 1976 إلى 1978. ثم شغل منصب السفير المعتمد لدى كل من السوق الأوروبية المشتركة ودول بنلوكس - بلجيكا ولوكسمبورغ وهولندا - من 1978 حتى 1982.
عاد تشودري إلى مكتب وزارة الخارجية في عام 1982. كان المنسق الرئيسي لاجتماع وزراء خارجية منظمة التعاون الإسلامي الثالث عشر الذي عقد في عام 1983 في دكا. ثم شغل منصب وزير الخارجية الإضافي من 1983 إلى 1984.
عين فاروق تشودري وزيرا للخارجية وهو أعلى مسؤول غير سياسي في وزارة الخارجية من 1984 إلى 1986.
خدم تشودري بعد ذلك في منصب المفوض السامي لبنغلاديش في الهند من عام 1986 حتى تقاعده في عام 1992.
تقاعد تشودري من وزارة الخارجية في عام 1992. كتب العديد من الكتب وركز على القضايا الاجتماعية خلال تقاعده. عمل في لجنة بنغلاديش للتطوير الريفي وهي أكبر منظمة غير حكومية للتنمية في العالم من عام 1992 حتى عام 2006.
في عام 2014 حصل تشودري على جائزة أفيك بنك أدب لكتاباته حول القضايا الاجتماعية والسياسية. كما حصل على جائزة أكاديمية بنغلا الأدبية في عام 2016.
توفي تشودري في مستشفى سكوير في دكا في 17 مايو 2017 في سن 84.